# Ágnanta
Ágnanta är en ort i Grekland.   Den ligger i prefekturen Nomós Ártas och regionen Epirus, i den centrala delen av landet, 280 km nordväst om huvudstaden Aten. Ágnanta ligger 773 meter över havet och antalet invånare är 569.
Terrängen runt Ágnanta är bergig åt sydost, men åt nordväst är den kuperad. Terrängen runt Ágnanta sluttar västerut. Runt Ágnanta är det glesbefolkat, med 15 invånare per kvadratkilometer. Närmaste större samhälle är Prámanta, 5,7 km norr om Ágnanta. Trakten runt Ágnanta består till största delen av jordbruksmark.